# Combiné nordique aux championnats du monde de ski nordique 1934
Pour un article plus général, voir Championnats du monde de ski nordique 1934.
Navigation
1933 1935
L'épreuve du combiné nordique des championnats du monde de ski nordique 1934 s'est déroulée à Sollefteå (Suède) le 20 février 1926.

## Palmarès
| Date            | Lieu      | Course                  | Or             | Argent          | Bronze           |
| --------------- | --------- | ----------------------- | -------------- | --------------- | ---------------- |
| 20 février 1934 | Sollefteå | Tremplin normal / 18 km | Oddbjørn Hagen | Sverre Kolterud | Hans Vinjarengen |

## Classement final
| Rang | Athlètes               | Nationalité | Points |
| ---- | ---------------------- | ----------- | ------ |
| 1.   | Oddbjørn Hagen         | Norvège     | 441,90 |
| 2.   | Sverre Kolterud        | Norvège     | 427,50 |
| 3.   | Hans Vinjarengen       | Norvège     | 416,70 |
| 4.   | Ole Stenen             | Norvège     | 410,20 |
| 5.   | Lauri Valonen          | Finlande    | 400,60 |
| 6.   | Olaf Hoffsbakken       | Norvège     | 397,15 |
| 7.   | Stanisław Marusarz     | Pologne     |        |
| 8.   | Jonas Westman          | Suède       |        |
| 9.   | Arne Busterud (no)     | Norvège     |        |
| 10.  | Harald Hedjerson       | Suède       |        |
| 12.  | Otto Hultberg          | Suède       |        |
| 14.  | Sverre Salamonsen (no) | Norvège     |        |
| 16.  | Arne Holl              | Suède       |        |
| 17.  | Karl Pettersson        | Suède       |        |
| 27.  | Peder Wahl (no)        | Norvège     |        |

## Tableau des médailles
| #  | Nation  | Or | Argent | Bronze | Total |
| -- | ------- | -- | ------ | ------ | ----- |
| 1. | Norvège | 1  | 1      | 1      | 3     |